# Ap bank fes '06
『ap bank fes '06』（エーピー・バンク・フェス ぜろろく）は、Bank Band with Great Artistsの映像作品である。2006年12月20日にトイズファクトリーよりDVDで発売された。

## 概要
2006年7月15 - 17日に静岡県つま恋にて開催されたap bank主催の野外音楽フェスティバル『ap bank fes '06』のライブ映像やドキュメンタリー映像を収録している。なお、この収益はap bankの活動費に充てられる。

## 収録曲

### Disc 1
1. 何の変哲もないLove Song / Bank Band
2. Documentary 1
3. 太陽の下 / レミオロメン
4. 君が降りてきた夏 / Bank Band
5. 星のラブレター / Bank Band
6. 桜 / コブクロ
7. cosmic eyes / BoA
8. Documentary 2
9. 風に乗る船 / Salyu
10. メリッサ / ポルノグラフィティ
11. わかってもらえるさ / Bank Band
12. スローバラード / Bank Band
13. 雨上がりの夜空に / Bank Band
14. 休みの日 / Bank Band
15. evergreen / Bank Band

- Extra track

1. koti:エコレゾの余韻
2. piha:融資先訪問 コミュニティトレード al
3. piha:workshop 流木&竹の木工アートワークショップ

### Disc 2
1. Documentary 3
2. AM11:00 / HY
3. Documentary 4
4. ボクノート / スキマスイッチ
5. Dreamland / BENNIE K
6. てんとう虫 / 一青窈
7. Documentary 5
8. SOMEDAY / Bank Band
9. ラブ・ストーリーは突然に / 小田和正
10. 言葉にできない / 小田和正
11. 晴天を誉めるなら夕暮れを待て / ASKA
12. 同じ時代を / ASKA
13. Documentary 6
14. 生まれ来る子供たちのために / Bank Band

- Extra track

1. koti:ap bank dialogue
2. piha:融資先訪問 エコアクション虔十の会
3. piha:workshop コンハビな涼しい空間作り

### Disc 3
1. Documentary 7
2. 街 / くるり
3. Souldiers / BONNIE PINK
4. 国民的行事 / KREVA
5. PRIDE / 今井美樹
6. Documentary 8
7. 手を出すな! / GAKU-MC
8. innocent world / 桑田佳祐
9. 希望の轍 / 桑田佳祐
10. 奇跡の地球 / 桑田佳祐
11. HERO / Mr.Children
12. ストレンジ カメレオン / Mr.Children
13. 終わりなき旅 / Mr.Children
14. 箒星 / Mr.Children
15. Documentary 9
16. to U / Bank Band with Great Artists & Mr.Children

- Extra track

1. koti:ap bank dialogue
2. piha:workshop つま恋の自然観察会
3. piha:workshop 手漉き和紙づくり体験